# 1434
Cette page concerne l'année 1434  du calendrier julien.
L'année 1434 est une année commune qui commence un vendredi.

## Événements
- 19 février : assassinat de Mubârak Shâh, sultan de Delhi, victime d’une conspiration[1]. Muhammad shah lui succède jusqu'en 1443. Sous son règne, le sultan de Mâlwa envahira Delhi qui sera sauvée grâce à l’intervention de Bahlul Lodi.
- 19 ou 20 juin[2] : début du règne de Zara Yacoub, roi d’Éthiopie (fin en 1468). Il réforme l’Église, limite l’influence politique des moines et jugule les hérésies.
- Août, premières expéditions portugaises vers l’Afrique : le navigateur portugais Gil Eanes passe le cap Bojador au Maroc[3], limite sud du monde connu alors par les Européens. Une tradition y voyait la limite symbolique et infranchissable entre Création et Chaos. Quinze expéditions envoyées par Henri le Navigateur ont échoué à le doubler depuis 1424. Eanes avance de cinquante lieues et trouve des traces d’hommes et de chameaux.
- Septembre : le khan des Oïrat Toghon, fils de Ma-ha-mou, bat et tue Arouktaï qui détenait le pouvoir effectif en Mongolie[4]. Entre 1434 et 1438 Toghon étend la domination des Oïrat sur toute la Mongolie et fonde l'Empire kalmouk[5].

- Les Phagmodrupa, qui ont toujours un contrôle politique sur le Tibet, sont contestés par les chefs de Rinpung, une localité au nord de Shigatse. Commencent alors deux siècles de luttes sournoises entre les deux plus importantes écoles religieuses du Tibet central, les Karmapa et les Gelugpa, souvent par l’intermédiaire de leurs protecteurs laïcs. Les Karmapa sont soutenus par les seigneurs de Rinpung, tandis que les Gelugpa sont protégés par les chefs phagmodrupa de la région de Lhassa[6].

- Phnom Penh devient la nouvelle capitale du royaume Khmer[7].

### Europe
- 2 janvier : ouverture de la diète de Prague. Les Hussites modérés ratifient les Compacta de Bâle. Les taborites rejettent ses accords, mais sont battus par une armée de barons et de pragois (modérés) dès le 6 mai[8]. Les utraquistes et les plus modérés des taborites reformulent les Quatre Articles qui le limitent à la seule communion des deux espèces.
- Janvier : la Normandie se soulève contre le joug anglais[9].
- 25 mars : Francesco Sforza prend la marche d'Ancône au pape Eugène IV[10].
- 29 mai, Rome : sept « gouverneurs de la liberté des Romains » s’installent au Capitole. Eugène IV est aux prises avec le peuple révolté qui après avoir emprisonné son neveu, le cardinal Francesco Condulmaro devant son arrogance, a mis le siège devant le palais du pape. Eugène IV réussit à s’enfuir couché au fond d’une barque et à gagner Florence[11].

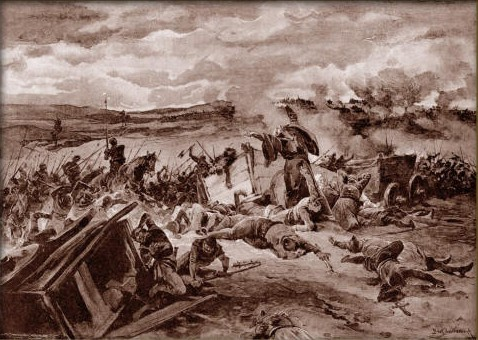
30 mai : bataille de Lipany, vue par Adolf Liebscher.

- 30 mai, Bohême : une armée hussite dominée par les extrémistes taborites est écrasée à la bataille de Lipany. Procope Holy y est tué[8].
- 31 mai : mort de Ladislas II Jagellon[12]. Début du règne de Ladislas III Jagellon (1424-1444), roi de Pologne.
- 5 juin, Russie : à la mort de Georges de Galitch, ses fils, Basile « le Louche » et Dimitri Chemiaka poursuivent la guerre avec Vassili II pour la possession de Moscou.
- 21 juin : début de la révolte d'Engelbrekt, révolution populaire dans les districts miniers du Bergsland (Dalécarlie) conduite par le patriote suédois Engelbrekt Engelbrektsson contre Erik XIII (fin en 1435)[13].
- 26 juin : le concile de Bâle réaffirme solennellement sa supériorité au pape[14].

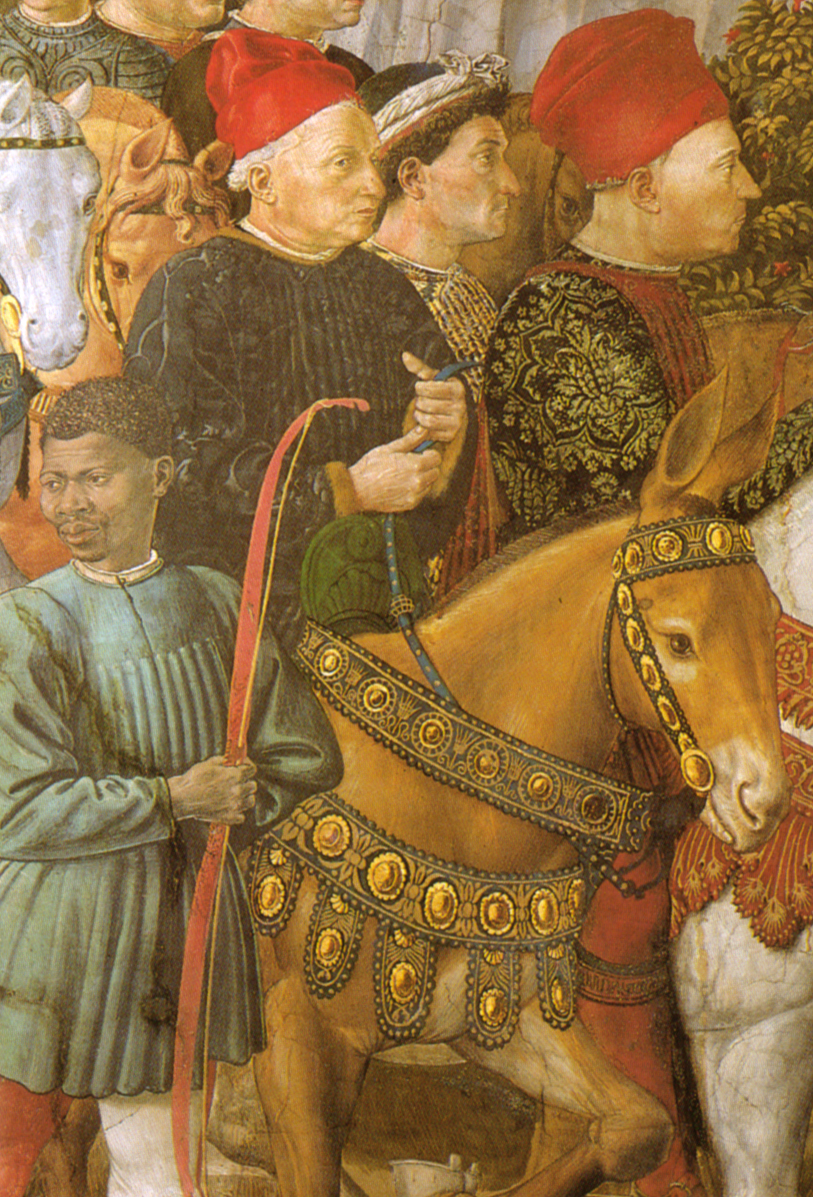
6 octobre : Cosme de Médicis à Florence, détail d'une fresque de Benozzo Gozzoli. Le banquier Cosme de Médicis prend le pouvoir à Florence en respectant les formes constitutionnelles (les Médicis gouvernent jusqu'en 1737). Très populaire, il s’affirme comme le défenseur des institutions républicaines. Il manipule discrètement les organismes publics, comme l’Otto di Guardia, sorte de police secrète à son service. Il soutient les artistes, fait construire le couvent de San Marco et l’église San Lorenzo. Il vit simplement.

- 6 octobre, Italie : Cosme de Médicis, de retour d'exil, devient le maître de Florence après sa victoire sur les Albizzi[15].
- 16 octobre : Amédée VIII de Savoie abandonne la plus grande partie de son autorité à son fils Louis et fonde l’ordre des Saints-Maurice-et-Lazare[16].
- 19 octobre : fondation de l'Université de Catane[17].

- Les Portugais embarquent sur leurs navires des contingents de degredados, criminels et délinquants. La première loi sur cette pratique date de 1434[18].
- Le magnat hongrois Jean Hunyadi prête 1 200 florins or à Sigismond qui lui laisse en gage une propriété[19].